# جیانلوکا گراکو
جیانلوکا گراکو (انگلیسی: Gianluca Gracco؛ زادهٔ ۱۹ ژوئن ۱۹۹۰) بازیکن فوتبال اهل ایتالیا است.
از باشگاه‌هایی که در آن بازی کرده‌است می‌توان به باشگاه فوتبال داگنم و ردبریج اشاره کرد.